# 강릉 (영화)
《강릉》은 2021년에 개봉한 대한민국의 영화이다.

## 캐스팅

### 주·조연
- 유오성 : 김길석 역
- 장혁 : 이민석 역
- 박성근 : 조방현 역
- 오대환 : 김형근 역
- 김준배 : 최무상 역
- 이현균 : 이충섭 역
- 신승환 : 강정모 역
- 최기섭 : 조영재 역
- 김세준 : 오 회장 역
- 조현식 : 홍덕구 역
- 송영규 : 신 사장 역
- 박정학 : 남 회장 역
- 이채영 : 남궁은선 역
- 한선화 : 한보람 역

### 단역
- 김병춘 : 경찰서장 역
- 배미자 : 포장마차 할매 역
- 유현수 : 이광우 역
- 지찬 : 택지파 와꾸 역
- 전인혁 : 택지파 쥐치 역
- 박재한 : 택지파 고무줄 역
- 우상기 : 택지파 우럭 역
- 신유람 : 무상 오른팔 역
- 선율우 : 오거리파 덩치 역
- 우혁 : 충섭 오른팔 역
- 이정현 : 경포파 판다 역
- 서재필 : 경포파 태식 역
- 고윤빈 : 마담 역
- 김누림 : 청년 역
- 이진성 : 마약남 1 역
- 이건구 : 마약남 2 역
- 강나영 : 마약녀 1 역
- 문하은 : 마약녀 2 역
- 함건수 : 어촌계장 역
- 김민석 : 김대복 역
- 홍도성 : 마준 역
- 장민기 : 장린 역
- 박태산 : 린하이핑 역
- 김림후 : 투하오 역
- 오윤수 : 간호사 역
- 정진우 : 정진혁 형사 역
- 원필호 : 평창동 형사 2 역
- 하정민 : 평창동 형사 3 역
- 추상민 : 평창동 경찰 역
- 전희련 : 어부 역
- 이도훈 : 동부파 도르레 역
- 박민현 : 동부파 작대기 역
- 유용국 : 동부파 털보 역
- 김득겸 : 동부파 병두 역
- 남강민 : 동부파 인우 역
- 강정우 : 강력반 김철기 역
- 박준혁 : 강력반 박달재 역
- 전재홍 : 강력반 김동균 역
- 박경훈 : 강력반 박경수 역
- 김동준 : 강력반 김덕주 역
- 이환의 : 강력반 이은 역
- 김현빈 : 강력반 김재정 역
- 정재훈 : 강력반 정중헌 역
- 윤동주 : 강력반 윤하진 역
- 손교성 : 강력반 손강성 역
- 천석현 : 강력반 천경아 역
- 김민하 : 강력반 김훈 역
- 한동훈 : 강력반 한재순 역
- 박선혜 : 박영미 형사 역
- 강성하 : 유호철 형사 역
- 고건우 : 조영수 형사 역
- 김한 : 김현진 형사 역
- 염한성 : 정태훈 형사 역
- 김정섭 : 박원길 형사 역
- 오정우 : 강지훈 형사 역
- 김보성 : 덩치 김범근 역
- 연수 : 남회장 비서 백화 역
- 곽장륜 : 청송파 칼잡이 역
- 최가인 : 임정미 역
- 이지영 : 단란주점 이슬이 역
- 한나나 : 단란주점 별하 역
- 이민영 : 웨이터 막동이 역
- 오영철 : 표류선 선원 역
- 정현지 : 보람 친구 1 역
- 공라희 : 보람 친구 2 역
- 지나경 : 보람 친구 3 역
- 김진환 : 행락객 1 역
- 유동현 : 행락객 2 역
- 엄태성 : 민석 변호사 역
- 오성현 : 응급실 간호사 역
- 박준호 : 응급실 보안요원 역